# Димитарлау
Димитарлау — деревня в Сармановском районе Татарстана. Входит в состав Петровско-Заводского сельского поселения.

## География
Находится в 5 км к северо-западу от села Сарманово.

## История
Основана в начале XVIII века Дюмеем Ишкеевым — одним из руководителей восстания 1705—1711 годов. В исторических документах  упоминается как Дюмитарлово. В XVIII—XIX веках жители в сословном отношении делились на башкир-вотчинников и тептярей. Занимались земледелием, разведением скота, извозом. По сведениям 1870 года, здесь действовали мечеть, мектеб. В 1880-х годах земельный надел сельской общины составлял 2347,7 десятины. 
По сведениям переписи 1897 года, в деревне Дюмятарлова Мензелинского уезда Уфимской губернии жили 967 человек (506 мужчин и 461 женщина), все мусульмане.
До 1920 года деревня входила в Альмет-Муллинскую волость Мензелинского уезда Уфимской губернии. С 1920 года в составе Мензелинского, с 1922 — Челнинского кантонов ТАССР. С 10.08.1930 в Сармановском районе.

## Население
| 1859 | 1884 | 1897 | 1920 | 1926 | 1938 | 1949 | 1958 | 1970 | 1979 | 2002 |
| ---- | ---- | ---- | ---- | ---- | ---- | ---- | ---- | ---- | ---- | ---- |
| 660  | 804  | 967  | 1253 | 737  | 632  | 494  | 430  | 320  | 248  | 144  |

Национальный состав села — татары.

## Экономика
Полеводство, молочное скотоводство. 

## Инфраструктура
Начальная школа, клуб.